# الجوش
الجوش هي إحدى القرى الليبية. تقع في غرب ليبيا بالجبل الغربي. وهي منطقة صغيرة يحدها من الشرق شكشوك وتبعد عنها 27 كلم، ومن الغرب تيجي على بعد 35 كلم، ومن الجنوب بدارنة على بعد 8 كلم، ومن الشمال الوطية على بعد 80 كلم، وتبعد عن العاصمة الليبية طرابلس بحوالى 200 كلم، وتعتبر مفصل الجبل بسب موقعها الذي يربط جميع موقع الجبل.

## أهل القرية
يقطن قرية الجوش عرب ليبيا، ويعتبرو قبيلة واحدة تتألف من حوالي (5000) شخص فقط. ويرجع أصلهم من «عرب قوايد» وهم الذين اتو من شبه الجزيرة العربية، حيث ذهب بعضهم للجهاد في مناطق الجبل أبان الاحتلال الإيطالي، وعند فتح كل مدينة يبقى بعض منهم فيها، إلى أن وصل الرحال إلى الجوش.
الجوش منطقة تاريخية وتشهد ذلك ببنيانها الأثرية التي ترجع لمئات السنين والتي كانت مسكن لأهلها الجواشة وتعرف الآن باسم (الجوش القديمة), وايضا مقبرتها القديمة والعريقة التي دفن بها «الولي الشريف سيدي محمد بن سالم الملقب (بأبي شيبة وأسود اللسان) جد الشياب وجد العساوي», ويوجد بها واحة نخيل والتي تعرف بالغابة، وبها عيون التي كانت تعتبر مصدر أساسي للشرب والري وهي (عين الزاوية), (عين حمد), (عين الرتم), (عين بلاعة), (عين حسين), (عين على), (عين خنجالى), (عين العتلة), (عين الجديدة), (عين العوينات), (عين الوادي) وغيرها. وتنقسم الجوش إلى ثلاث مناطق وهي [ الجوش الصغيرة من الشرق ], [ وتتوسطها عين الزاوية ], [ والجوش الكبيرة من الغرب ].